# Germiston
Germiston es una ciudad en el East Rand de Gauteng en Sudáfrica. Germiston ahora es la sede de la Municipalidad Metropolitana de Ekurhuleni del East Rand, y también es considerada parte del Área metropolitana Gran Johannesburgo. Lambton es el barrio residencial cercano al aeropuerto de Rand.

## Historia
Germiston se fundó en los primeros días de la fiebre del oro cuando dos buscadores, John Jack, de la granja de Germiston cerca de Glasgow, y August Simmer, de Vacha, en Alemania, encontraron tierra en la granja de Elandsfontein. En agosto de 1887, la pareja se dirigía al Transvaal Oriental cuando se detuvo a descansar en la granja Elandsfontein y decidieron quedarse allí y comprar la tierra. Ambos hombres hicieron sendas fortunas y la ciudad se desarrolló a 2 km de la mina Simmer & Jack, que lleva el nombre de la granja del padre de Jack.
En 1921, se levantó en Germiston la mayor refinería de oro del mundo, la Refinería Rand. El setenta por ciento del oro del mundo occidental pasa por esta refinería. Aunque la minería de oro disminuyó gradualmente en Germiston, hasta el punto de que a finales del siglo XX ya no era un centro minero, la Refinería Rand sigue tan ocupada como siempre.

## Economía
South African Airways trasladó su sede desde Durban al Aeropuerto de Rand en Germiston el 1 de julio de 1935. Primero trasladaron sus oficinas a Johannesburgo, y luego a Kempton Park. 
La ciudad es un centro industrial que destaca en la fabricación y distribución de acero, que es su mayor industria. Cuenta con amplios talleres de ferrocarriles, una fábrica de vidrio, empresas de ingeniería, empresas de distribución de gas y muchas otras industrias pesadas y ligeras.

## Arquitectura
La ciudad conserva varios edificios históricos. Entre ellas se encuentran la iglesia presbiteriana de San Andrés, que se construyó en 1905, y la iglesia de San Bonifacio, diseñada por Sir Herbert Baker, que se construyó en 1910 sobre una parroquia anglicana que había sido levantada en 1897. En la iglesia hay un órgano histórico romántico inglés normando de 1910.
El hotel Alexander también fue diseñado en parte por Baker, utilizando su tradicional apariencia de piedra. Este edificio ha sido recientemente renovado por completo y ahora alberga un conocido despacho de abogados. El constructor del hotel, Alexander Stuart, algunos de cuyos descendientes todavía viven en Germiston, murió cuando el RMS Lusitania fue torpedeado en la Primera Guerra Mundial el 7 de mayo de 1915. El hotel sigue siendo un monumento a su trabajo pionero en la ciudad hace un siglo.

## Demografía
Según el censo de 2001, en Germiston vivían 139 719 personas, repartidas en 49 062 hogares, sobre una superficie de 129 kilómetros cuadrados. De esta población, el 49.8% se describían a sí mismos como "blancos"; el 46.8%, como "negros"; el 1.9%, como "mestizos"; y el 1.5%, como "indios o asiáticos de Sudáfrica".
No hay ninguna lengua mayoritaria. Las que tienen presencia en la ciudad son las siguientes:
| Afrikáans                  | 27.3% |
| Inglés sudafricano         | 26.0% |
| Idioma zulú                | 13.2% |
| Idioma xhosa               | 10.2% |
| Idioma sotho septentrional | 6.6%  |
| Sesoto                     | 6.1%  |
| Idioma tsonga              | 3.2%  |
| Setsuana                   | 2.1%  |
| Idioma venda               | 1.7%  |
| Idioma suazi               | 1.2%  |
| Idioma ndebele meridional  | 0.6%  |
| Otras lenguas              | 1.8%  |

## Personas famosas
- Sydney Brenner, ganador del Premio Nobel de Fisiología o Medicina en 2002.
- Trevor Denman, un comentarista deportivo y locutor de carreras de caballos.
- Ted Grant, político.
- Pierra Issa.
- Albert Johanneson, futbolista profesional y el primer jugador negro en jugar en la Copa FA.
- André Nel, jugador de crícket sudafricano.
- Walter Burgess, avicultor.
- Stanley Skewes, matemático.
- Helen Suzman, activista y político.
- Marie Warder, periodista de Germiston que defendió la causa de hemocromatosis.
- Arlene Dickinson, empresario de Sudáfrica y Canadá.
- Bobby Locke, golfista profesional.
- Ernie Els, famoso golfista.

## Transporte
El Lago Victoria es más conocido hoy como el Lago Germiston; sin embargo, el famoso Club de Remo de la localidad conserva el nombre de Club Victoria Lake. En el club se reúnen algunos de los mejores piragüistas y equipos de remo del país, como el St Benedict's College, que ha ganado veinte veces el campeonato escolar sudafricano. El lago es muy popular los fines de semana porque en él se practica el esquí acuático y se celebran regatas.